# Manufacture d'orgues Rinkenbach
La manufacture d’orgues Rinkenbach est un atelier tenu par la dynastie de facteurs d’orgues des Rinkenbach à Ammerschwihr de 1821 à 1932. Cet atelier succède à la manufacture d’orgues Dubois-Bergaentzlé située au même endroit.

## Histoire
La manufacture d’orgue Rinkenbach s’inscrit dans la continuité de la manufacture d’orgue Dubois-Bergaentzlé. Son fondateur, Valentin Rinckenbach, né en 1795, est en effet le fils de Jean Rinckenbach et de Catherine Bergaentzlé. Il est donc le neveu de Joseph Bergaentzlé, avec lequel il a appris le métier. À la mort de Joseph Bergaentzlé en 1819, Valentin Rinckenbach reprend la manufacture d’orgue de celui-ci, située à Ammerschwihr et y associe d’abord son frère Jacques, puis ses fils Charles et Valentin. Ceux-ci reprennent l’affaire à la mort de leur père en 1862, mais décèdent eux-mêmes peu de temps après, respectivement en 1869 et 1870.
En 1872, l’atelier est repris par Martin, le neveu de Valentin. Il accroît considérablement l’atelier, qui emploie une quinzaine d’ouvrier en 1900, et introduit de nouvelles technologies dans la production, notamment l’orgue pneumatique à partir de 1899. À sa mort en 1917, son fils Joseph hérite de l’atelier et poursuit le développement de l’orgue pneumatique, en installant notamment le premier orgue électro-pneumatique d’Alsace à l’église Saint-Martin de Colmar en 1911. Il modernise également l’atelier pour accroître la production.
Après la Première Guerre mondiale, la manufacture reçoit des commandes prestigieuses françaises, comme les orgues de la cathédrale de Bourges en 1924 et la restauration de ceux de l’Église Saint-Eustache de Paris en 1926. Malgré ces commandes, la situation financière se dégrade en raison de la mauvaise gestion de Joseph. Celui-ci fait faillite en 1931 et la manufacture devient une société, dont la direction est confiée à Jean Lapresté. Celle-ci doit suspendre la production au début de la Seconde Guerre mondiale et l’entreprise ne survit pas à la guerre, les ateliers étant détruits dans un bombardement en 1944.

## Production
La production de la manufacture Rinkenbach est essentiellement régionale. Comme souvent, la majeure partie de l’activité n’est consacrée à la production d’instruments complets, mais plutôt à la réparation et à la restauration d’orgues existants. Le premier orgue Rinkenbach est celui de l’église d’Olten, livré en 1821, et le dernier celui de l’église de Balschwiller, livré en 1931. Au total les Rinkenbach sont intervenus sur environ cent cinquante orgues si on compte les créations et les restaurations.

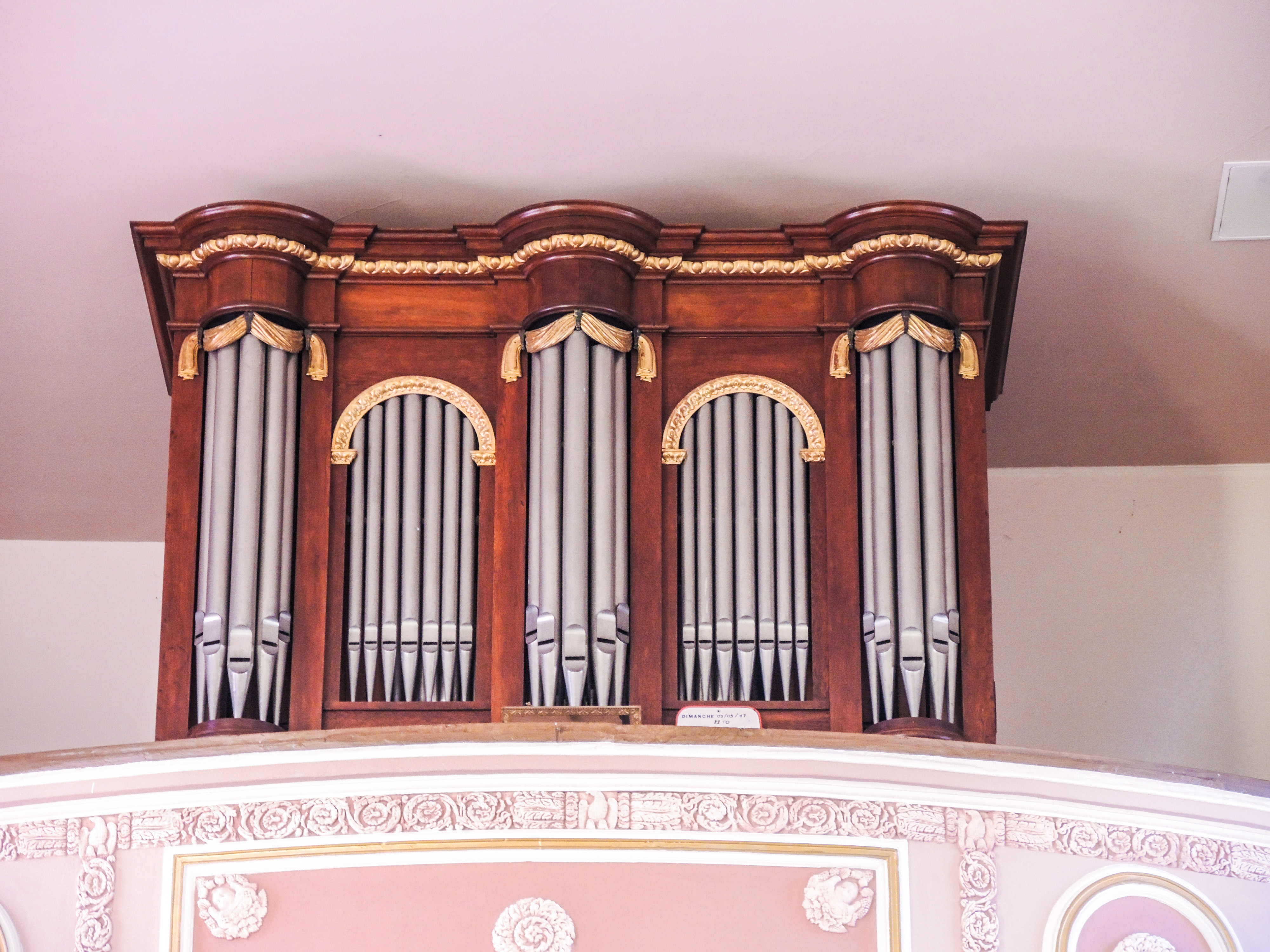
Soppe-le-Bas - Valentin I Rinkenbach 1842
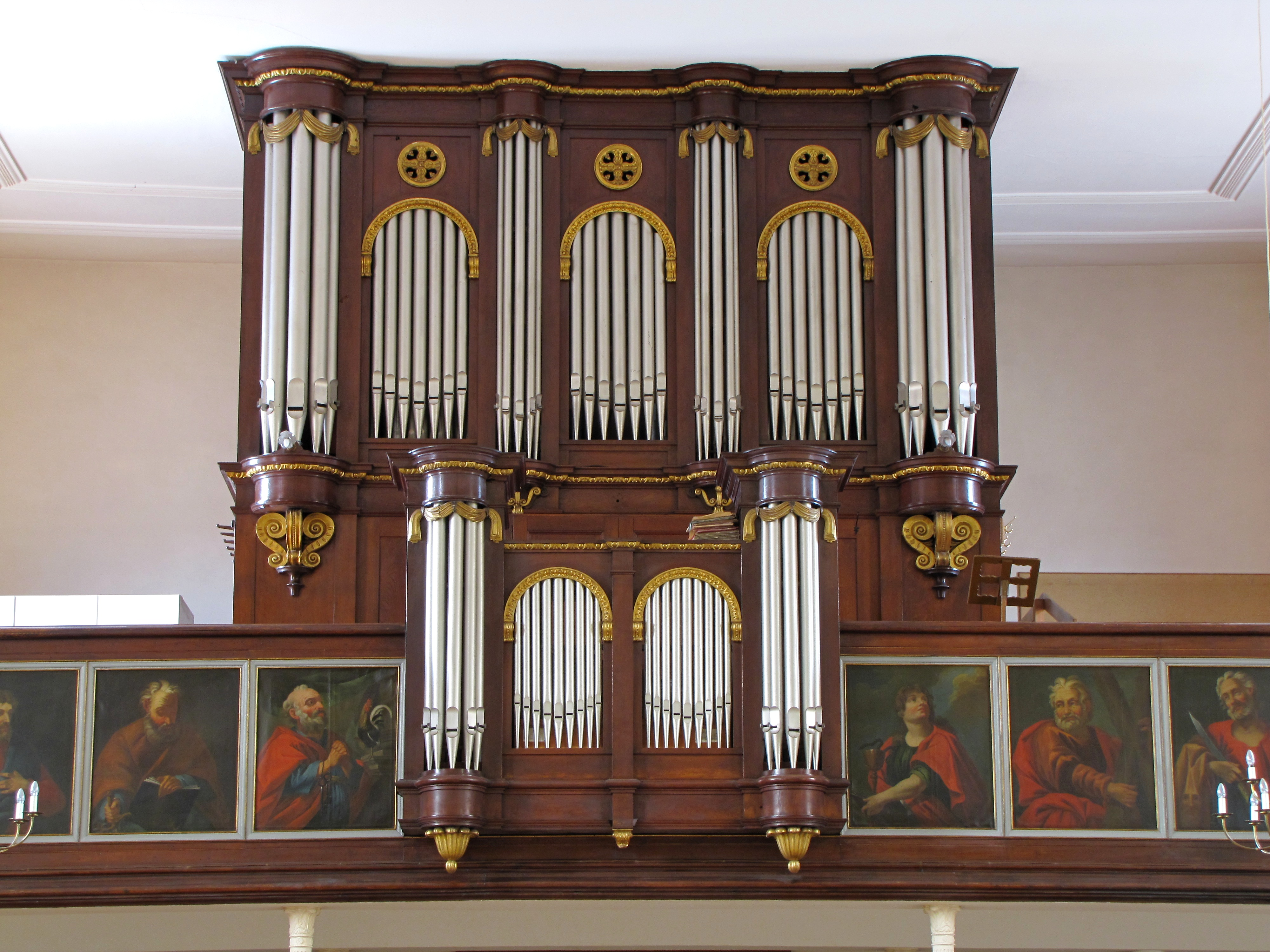
Kientzheim, N.D. des 7 Douleurs - Valentin I Rinkenbach 1847
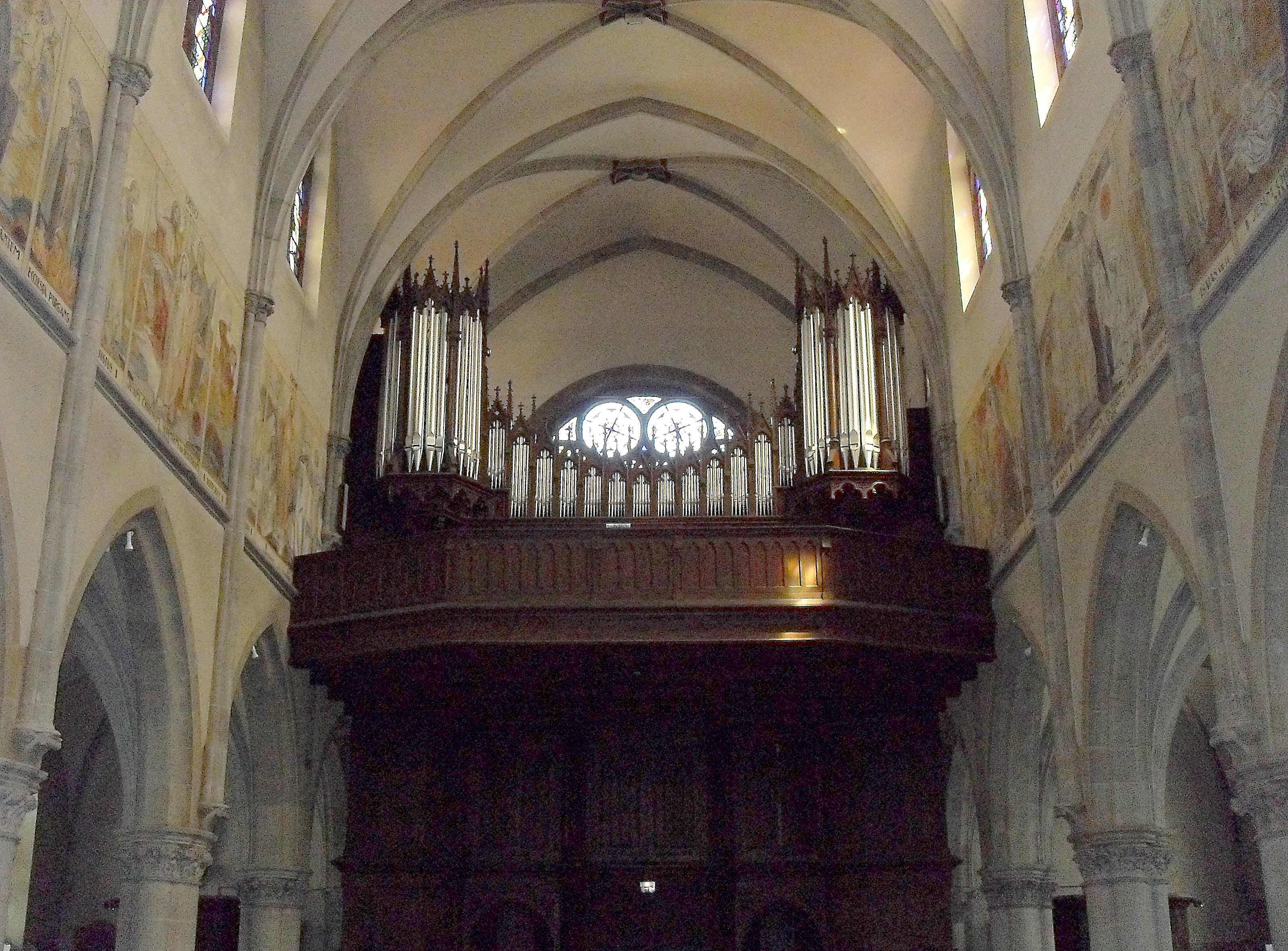
Orgues de l'église Saint-Étienne de Cernay par Joseph Rinckenbach
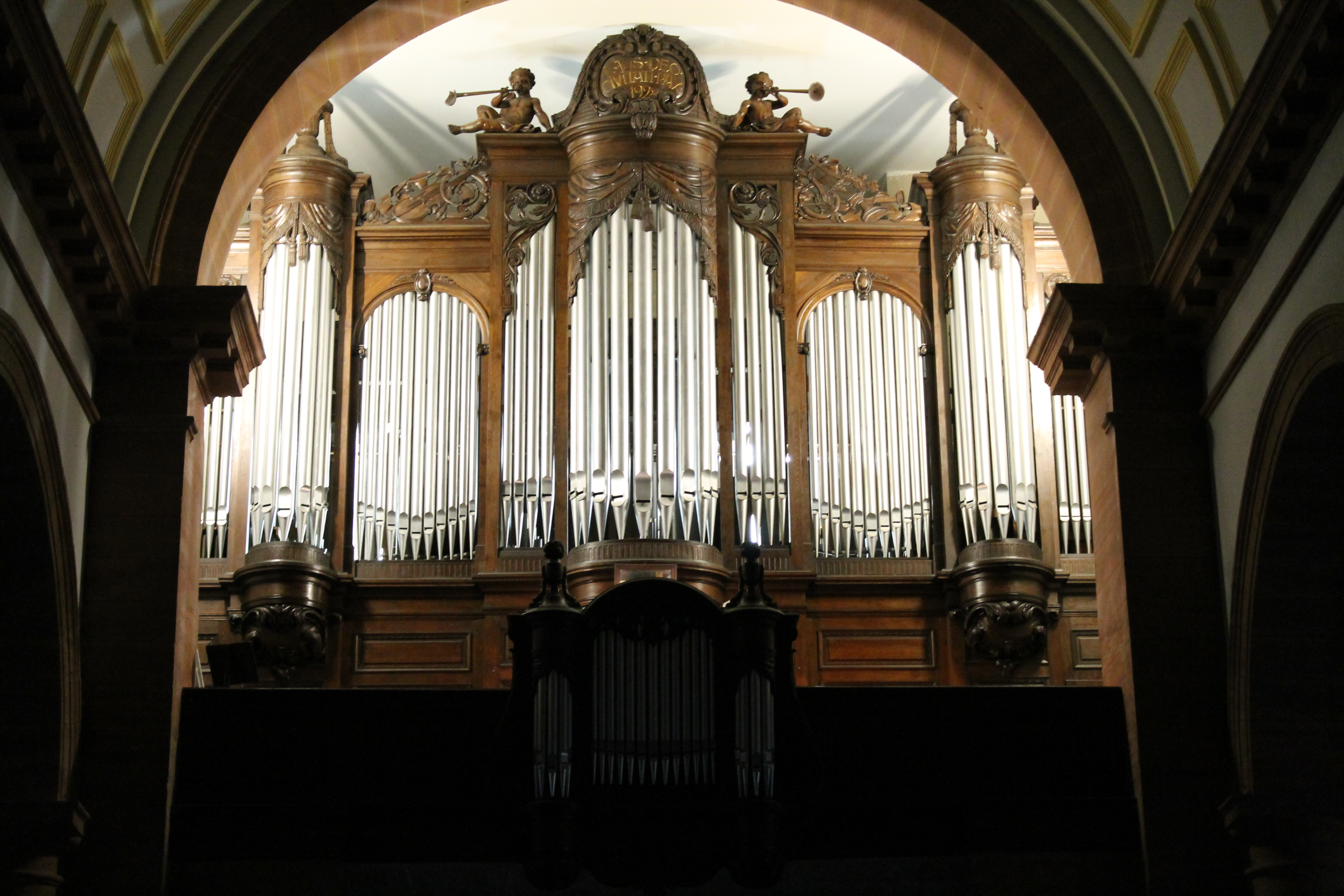
Grand Orgue de l'église Saint-Luc de Raon L'Etape